# Вахидов, Шавкат Ахадович
Шавкат Ахадович Вахидов (11.10.1932 — 03.11.2008) — советский и узбекистанский учёный в области ядерной физики и космического машиностроения, академик АН РУ.

## Биография
Родился в Самарканде, сын химика-биолога Ахада Вахидова.
Окончил школу № 22 (1950, с отличием), Узбекский государственный университет (1955) и аспирантуру Физико-технического института АН Узбекской ССР (1959). В 1962 г. защитил кандидатскую диссертацию на тему «Люминесценция кристаллического кварца облученного гамма-лучами».
В 1959—1965 гг. научный сотрудник, в 1965—1995 гг. заведующий лабораторией радиационных процессов в диэлектрических материалах Института ядерной физики АН Узбекской ССР. С 1995 г. научный консультант.
В 1980—1998 гг. генеральный директор и генеральный конструктор Ташкентского КБ машиностроения, впоследствии НПО «Коинот». В период его руководства по проекту «Вега» созданы специальные грунтозаборные устройства «Венера-13», «Венера-14», «Венера-15», «Венера-16» для исследования строения и физико-химического состава грунта Венеры, а также Фобоса — спутника планеты Марс.
В 1982—1990 гг. заведующий кафедрой «Научное приборостроение» Ташкентского политехнического института.
Доктор физико-математических наук (1973), профессор (1977). Докторская диссертация:
- Исследование радиационно-наведенных и примесных локальных центров в кристаллах кварца, корунда и граната : диссертация ... доктора физико-математических наук : 01.04.07. - Москва, 1973. - 295 с. : ил.

Академик Академии наук Республики Узбекистан (2000).
Заслуженный деятель науки и техники Узбекской ССР (1982). Отличник народного образования Узбекской ССР (1983).
Автор 6 монографий, свыше 300 научных работ, 64 изобретений (в их числе есть запатентованные за рубежом). 
Сочинения:
- Радиационные эффекты в кварце [Текст] / Ш. А. Вахидов, Э. М. Гасанов, М. И. Самойлович, У. Яркулов ; [Отв. ред. чл.-кор. АН УзССР У. Г. Гулямов] ; АН УзССР, Ин-т ядерной физики. - Ташкент : Фан, 1975. - 187 с. : ил.; 22 см.

Соавтор и редактор сборников статей:
- Радиационная дозиметрия : [Сб. ст.] / АН УзССР, Ин-т ядер. физики; [Отв. ред. Ш. А. Вахидов]. - Ташкент : Фан, 1982. - 146 с. : ил.; 22 см.
- Радиационно-стимулированные явления в кислородсодержащих кристаллах и стеклах [Текст] : [Сб. статей] / АН УзССР, Ин-т ядер. физики ; [Отв. ред. Ш.А. Вахидов]. - Ташкент : Фан, 1978. - 263 с. : граф.; 22 см.
- Действие радиации на изоляционные материалы [Текст] : [Сборник статей] / АН УзССР, Ин-т ядерной физики ; [Отв. ред. д-р физ.-мат. наук Ш. А. Вахидов]. - Ташкент : Фан, 1977. - 96 с. : ил.; 19 см.
- Радиационно-активируемые процессы в кремнии [Текст] / [Б.А. Аскаров, М.А. Зайковская, М. Каримов и др. ; Отв. ред. д-р физ.-мат. наук Ш.А. Вахидов] ; АН УзССР, Ин-т ядерной физики. - Ташкент : Фан, 1977. - 165 с. : ил.; 21 см.

Похоронен на кладбище при мемориальном комплексе Шахи Зинда в Самарканде.